# USS Alaska (CB-1)
«Аляска» (англ. USS Alaska) — американский линейный крейсер, головной корабль одноимённого типа, заложен 17 ноября 1941 года, спущен 15 августа 1943 года, вошёл в строй 17 июня 1944 года.
До начала 1945 года занимался боевой подготовкой вместе с «Гуамом», затем был включен в состав 58-го оперативного соединения (Task Force 58). Участвовал в операциях по захвату Иводзимы и Окинавы. 18 марта 1945 года добился единственного в своей карьере боевого успеха сбив 2 японских самолёта. В июле 1945 года безуспешно действовал против японского судоходства в Жёлтом море. После окончания войны входил в состав 7-го флота США. 2 февраля 1947 года был поставлен на консервацию.

## История создания
19 июля 1940 года Конгресс США принял программу усиления флота, согласно которой, в частности, предполагалось построить 6 крейсеров проекта «Аляска». Поскольку в силу их слабого бронирования и специфического предназначения их было невозможно классифицировать как battlecruisers, они получили ранее не употреблявшееся обозначение «большой крейсер» (англ. Big  cruisers  - CB). Необычность новых кораблей подчёркивалась и их названиями — если линкоры США именовались в честь штатов, а крейсера в честь городов, то большие крейсера получили названия в честь заморских владений США.
Хотя официально они классифицировались именно как «большие крейсера», правильнее отнести их к традиционному классу линейных крейсеров.

## Строительство
Линейный крейсер «Аляска» был заказан 9 сентября 1940 года, 17 декабря 1941 года состоялась его официальная закладка на заводе компании «Нью-Йорк Шипбилдинг Корпорейшн» (англ. New York Shipbuilding Corporation) в Кэмдене. Корабль был спущен на воду 15 августа 1943 года при финансовой поддержке жены губернатора Аляски, после чего начались работы по достройке. Крейсер был завершен к июню 1944 года, и был введен в эксплуатацию в ВМС США 17 июня, под командованием капитана Питера К. Фишлера.

## Служба

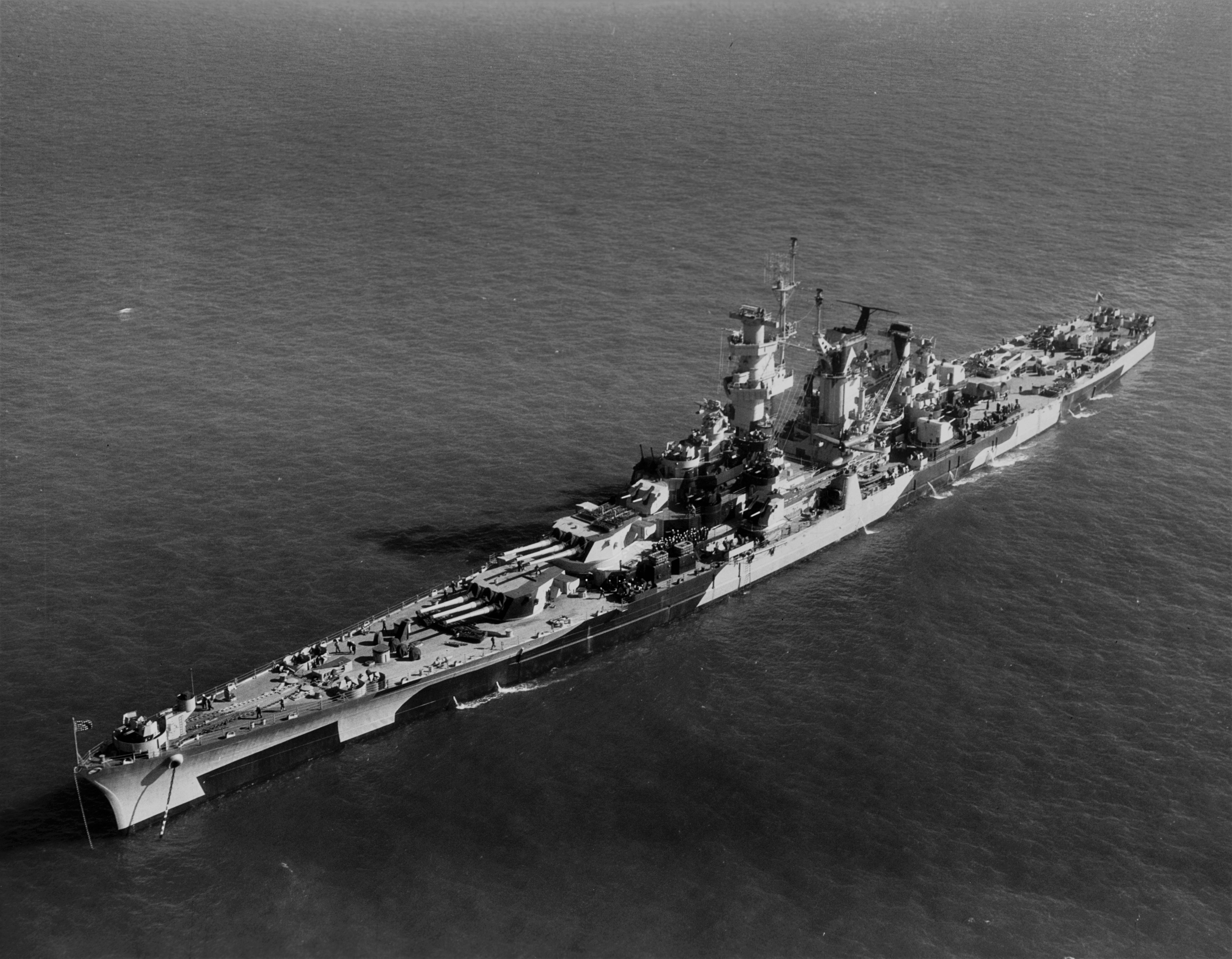
Линейный крейсер «Аляска». Вид с воздуха. 1944 год.

После завершения приёмочных испытаний в июне 1944 года линейный крейсер «Аляска» был включен в состав действующего флота. До начала 1945 года корабль был занят боевой подготовкой вместе с «Гуамом», а затем вошёл в состав 58-го оперативного соединения (TF-58) 5-го флота США.
58-е оперативное соединение состояло из лучших кораблей американского флота: 11 тяжёлых авианосцев и 5 лёгких, 8 современных линейных кораблей, 5 тяжёлых крейсеров и 9 лёгких, а также 77 эскадренных миноносцев.
«Аляска» участвовала в операции по захвату острова Иводзима, где возможность проявить себя кораблю не выпала. Зато уже следующая операция — Битва за Окинаву — стала боевым крещением для новейших линейных крейсеров. Оперативное соединение выдержало массированные налёты японской авиации, включая атаки «камикадзе». 18 марта 1945 года «Аляска» праздновала первый и, как оказалось, единственный в своей истории боевой успех — экипажу удалось сбить два японских самолета. На следующий день крейсер был задействован в прикрытии сильно повреждённого японцами авианосца «Фрэнклин», который был благополучно выведен из зоны боевых действий.
9 июня 1945 года «Аляска» полтора часа обстреливала остров Окинодзима из орудий главного калибра, а на следующий день ещё более существенной бомбардировке был подвергнут соседний остров Минамидзима. Однако на этом второй раунд боевых действий линейных крейсеров закончился, и после трёх месяцев непрерывной службы в море они прибыли в залив Лейте.
1 июля 1945 года «Аляска» вошла в новое оперативное соединение, в которое также были включены «Гуам», 4 лёгких крейсера и несколько эсминцев. Соединению было поручено препятствовать судоходству противника в Восточно-Китайском и Жёлтом морях. Но встреча с японским флотом не состоялась, поскольку судоходство противника к этому моменту было полностью парализовано.
После капитуляции Японии оба линейных крейсера класса «Аляска» вошли в состав Седьмого флота ВМС США, составившего часть оккупационных сил. «Аляска» оказывала поддержку тральным силам у китайского побережья, а 8 сентября «воссоединилась» с «Гуамом» в Инчхоне, где началась высадка американских оккупационных сил в Корее. Спустя две недели «Аляска» встала на рейде Циндао и держала порт под контролем до высадки морской пехоты 11 октября. Операция прошла без сопротивления, и ненужный теперь тяжелый корабль отправился к родным берегам.
2 февраля 1947 года оба корабля класса «Аляска» были выведены в резерв и поставлены на консервацию. Все проекты модернизации и переоборудования этих кораблей были отвергнуты и 1 июня 1960 года их исключили из списков флота, а затем продали на слом.

## Оценка проекта
Слишком большие и дорогие для того, чтобы использоваться в качестве крейсеров и слишком слабые и уязвимые для совместных операций с линкорами, к тому же явно запоздавшие с появлением на свет, они, по оценке самих американских специалистов «были самыми бесполезными из больших кораблей, построенных в эпоху Второй мировой войны».
— Кофман В.Л. Суперкрейсера 1939-1945.  «Большие крейсера» типа «Аляска».